# Neiba (République dominicaine)
Pour les articles homonymes, voir Neiba.

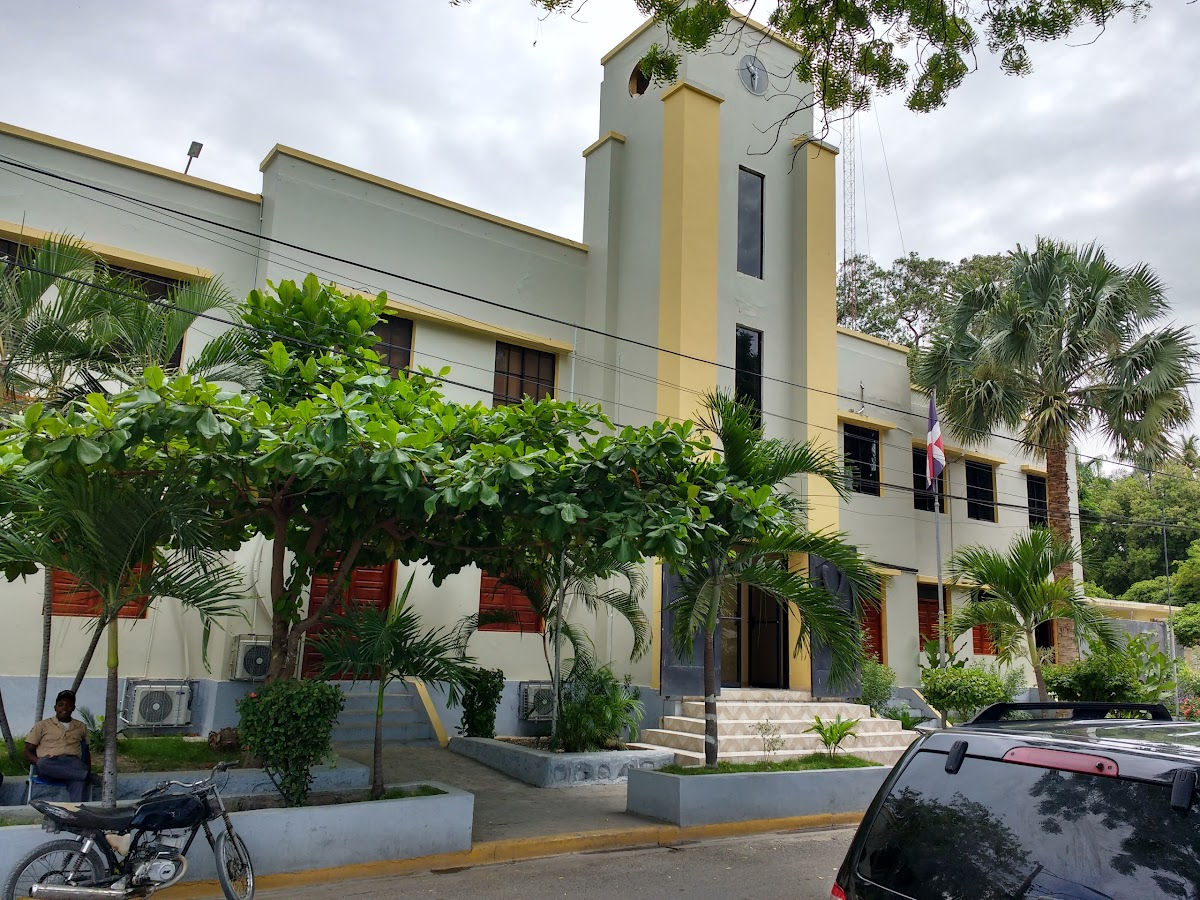
Ville de Neiba en République Dominicaine

Neiba ou Neyba est une ville de République dominicaine, capitale de la province de Baoruco. Sa population est de 34 562 habitants (18 305 en zone urbaine et 16 257 en zone rurale).
On y cultive la canne à sucre dans les bateys.